# Beilschmiedia brevipes
Beilschmiedia brevipes är en lagerväxtart som beskrevs av Henry Nicholas Ridley. Beilschmiedia brevipes ingår i släktet Beilschmiedia och familjen lagerväxter. Inga underarter finns listade i Catalogue of Life.